# Hilda Phoebe Hudson
Pour les articles homonymes, voir Hudson.
Hilda Phoebe Hudson, née le 11 juin 1881 à Cambridge et morte le 26 novembre 1965 à Londres, est une mathématicienne britannique qui a travaillé sur la géométrie algébrique, en particulier sur les transformations de Cremona. 

## Biographie
Hilda Phoebe Hudson naît à Cambridge, où son père, le mathématicien William Henry Hudson (1836-1916), est fellow au St John's College. Sa mère, Mary Hudson née Turnbull, meurt prématurément, et William Hudson s'investit beaucoup dans l'éducation de ses enfants, trois d'entre eux devenant mathématiciens. William Hudson est nommé professeur de mathématiques au King's College peu après la naissance d'Hilda, et celle-ci fait ses études secondaires dans une école de filles de Clapham. Elle obtient en 1900 une bourse d'études pour le Newnham College à Cambridge. Elle se classe 7e Wrangler en 1903 à la première partie des tripos mathématiques, et parmi les étudiants de première classe c'est-à-dire qui obtiennent une mention très bien à leurs examens à la deuxième partie de l'examen, en 1904. Après un an d'études approfondies à l'université de Berlin, elle enseigne à Newnham de 1905 à 1910, d'abord en tant que maître-assistante en mathématiques puis comme chercheure associée. Le Trinity College de Dublin lui délivre un diplôme ad eundem, en 1906 puis un doctorat en sciences (DSc), en 1913.

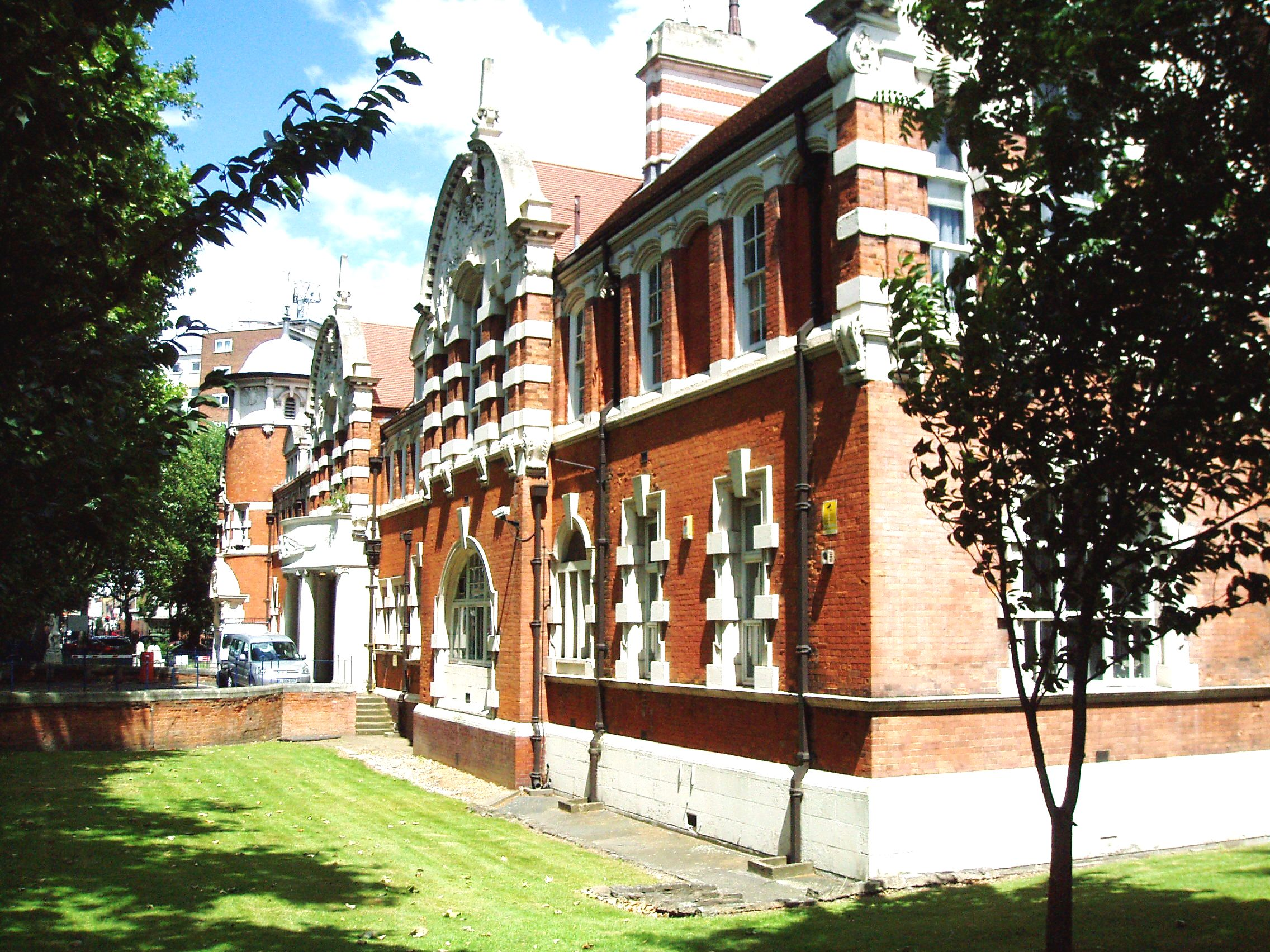
West Ham Technical Institute

Elle est conférencière invitée du Congrès international des mathématiciens en 1912 à Cambridge. Elle passe l'année universitaire 1912-1913 au collège pour femmes Bryn Mawr, puis elle est maître assistante au West Ham Technical Institute de 1913 à 1917. Durant la Première Guerre mondiale, elle participe à l'effort de guerre en menant des recherches en génie aéronautique au ministère de l'Air. Elle propose des travaux novateurs sur l'application de la modélisation mathématique à la conception d'avions. Elle siège au conseil scientifique de la London Mathematical Society. Elle meurt à Chiswick le 26 novembre 1965.

## Activités de recherche
Hilda Hudon a publié ses premiers articles dans le domaine des mathématiques appliquées et sa monographie de 1916 Ruler and Compas est reçue comme « un ajout bienvenu à la littérature sur la frontière entre les mathématiques élémentaires et avancées ». Cependant, la plupart de ses recherches ultérieures sont dans le champ des mathématiques fondamentales et concernent les surfaces et les courbes planes. Elle s'est particulièrement intéressée aux transformations de Cremona, développées par Luigi Cremona. Son traité de 454 pages, publié en 1927 sous l'intitulé Cremona transformations in plane and space est considéré par John Semple comme son principal ouvrage.

## Publications
- Ruler and Compas, Longman's Modern Mathematical Series, 1916, rééd. comme chapitre de Squaring the circle, New York, Chelsea Publishing Co., 1953 [lire en ligne].
- Cremona Transformations in Plane and Space, Cambridge University Press, 1927.

## Distinctions
- 1919 : officier de l'ordre de l'Empire britannique[1]